# Vlado Dapčević
Vladimir Dapčević, detto Vlado (Ljubotinj, 14 giugno 1917 – Podgorica, 12 luglio 2001), è stato un politico e comunista jugoslavo, fondatore del Partito del Lavoro attualmente esistente.

## Biografia

### Attività politica
Dapčević nacque nel 1917 in un piccolo villaggio del Montenegro. Frequentò le scuole medie a Cettigne, ma fu espulso a causa della sua partecipazione a proteste studentesche. Allora il Montenegro era sotto il Regno di Jugoslavia su cui regnava Alessandro I, considerato un reazionario. Nel 1933, a 16 anni, si iscrisse alla Lega della Gioventù Comunista di Jugoslavia e fu arrestato per la prima volta per aver diffuso volantini comunisti. Nel 1934 entrò nel Partito Comunista di Jugoslavia.
Dapčević fu nuovamente arrestato nel 1935 a Cettigne per aver partecipato a scontri con la polizia nel corso di manifestazioni studentesche. Rimase in prigione solo un mese, ma questo gli rese molto difficile trovare una scuola disposto ad accettarlo. Nel 1936 fu nuovamente arrestato a seguito di violenti scontri con la polizia e rinchiuso a Sarajevo per quattro mesi. Il quarto arresto sopraggiunse nel 1937 quando le autorità montenegrine scoprirono un gruppo di volontari, fra cui Dapčević, che stavano per partire per partecipare alla Guerra Civile Spagnola da parte repubblicana. Quello stesso anno, Dapčević divenne segretario organizzativo del Partito a Cettigne.
Nel 1939 Dapčević riuscì ad entrare all'università di Belgrado studiando ingegneria chimica. Ciò tuttavia non lo dissuase dall'attività di partito: sempre nel 1939 organizzò proteste studentesche a favore dell'autonomia dell'università dal governo, durante le quali fu gravemente ferito. L'anno successivo fu inviato dal Partito ad organizzare cellule comuniste nella zona delle Bocche di Cattaro, ma lo scioglimento del comitato di Partito locale — avvenuto a causa di contrasti interni — lo costrinse a tornare a Belgrado.

### Durante la Seconda Guerra Mondiale
Rimase nella capitale fino al 6 aprile 1941, quando fu bombardata dalla Germania, che invase la Jugoslavia. Dapčević fece ritorno in Montenegro e si attivò per la formazione della resistenza, ma con continui scontri con il PCJ, che non condivideva le sue tattiche. Alla fine, Dapčević lanciò una ribellione a Čevo, un sobborgo di Podgorica, nonostante l'opposizione dei dirigenti comunisti e fu pertanto espulso dal Partito il 13 luglio.
L'espulsione tuttavia non portò Dapčević a rinunciare alla lotta armata. Partigiano, partecipò ad un attacco contro Pljevlija, dove rimase ferito, quindi partecipò attivamente alla formazione della "prima brigata proletaria" di Rudo. Ciò portò il PCJ a riammetterlo fra le sue file nel 1942 e a nominarlo commissario politico del distaccamento partigiano di Drina, quindi comandante del battaglione partigiano operante presso Monte Lovćen. La "riammissione" fu tuttavia breve, in quanto i contrasti ripresero ben presto e Dapčević fu nuovamente espulso.
Ferito alla fine del 1942, Dapčević dovette ridurre la propria attività combattente, ma ciò non gli impedì di partecipare alle battaglie sul Narenta ed il Sutjeska. Nel 1943 entrò ancora una volta nel PCJ e riprese il proprio ruolo di commissario politico.
Alla fine della guerra, Dapčević era un colonnello dell'Armata Popolare Jugoslava (JNA nella sigla serba) e insegnava presso le principali scuole politiche del PCJ. Nel 1947 fu promosso a responsabile della propaganda della JNA.

### Dissidente
Nel 1948 si aprì la crisi fra Stalin e Tito. Il Cominform accusò apertamente il PCJ di essersi distaccato dal marxismo-leninismo e altrettanto fecero gli altri partiti comunisti del mondo. Dapčević, che sosteneva la linea dell'Unione Sovietica, prese parte al quinto Congresso del Partito, dove trionfò la linea di Tito e la Jugoslavia ruppe definitivamente con l'URSS. A questo punto Dapčević tentò di lasciare il paese; durante la fuga verso la Romania, però, fu coinvolto in uno scontro a fuoco, nel quale il suo amico Arso Jovanović (capo di Stato Maggiore della JNA), che stava fuggendo con lui, rimase ucciso. Dapčević riuscì a salvarsi, ma fu arrestato nuovamente mentre tentava la fuga verso l'Ungheria e condannato a 10 anni di carcere. Dapčević avrebbe successivamente ricordato la prigionia in vari campi di concentramento fra il 1950 e il 1956 come uno dei periodi peggiori della sua vita, dove fu peraltro sottoposto a tortura.
Nel 1958, rilasciato, con altri stalinisti fuggì in Albania, da dove fu poi trasferito in URSS. In Unione Sovietica Dapčević rifiutò il posto da insegnante offertogli dalle autorità e preferì l'attività politica; in particolare nel 1961 si adoperò affinché la conferenza internazionale dei partiti comunisti condannasse apertamente il PCJ (ora divenuto Lega dei Comunisti di Jugoslavia) come partito revisionista (cosa che effettivamente avvenne). Nel 1962, durante la crisi dei missili di Cuba, lui e altri jugoslavi tentarono di partire volontari per l'isola, ma vennero trattenuti dai sovietici. Successivamente Dapčević visse a Odessa, dove scrisse una tesi sul movimento operaio jugoslavo. Nel 1965 cercò di partire volontario per il Vietnam, ma ancora una volta gli fu impedito.
A questo punto era ormai apertamente contrario alla direzione sovietica, specialmente dopo la destalinizzazione inaugurata da Chruščёv, e pertanto nel 1966 emigrò illegalmente in Europa. Qui viaggiò fra Francia, Svizzera e Paesi Bassi, venendo costantemente espulso per via della sua attività politica, finché non ottenne dimora in Belgio, dove entrò peraltro in contatto con il movimento maoista e antirevisionista.
Nel 1975, mentre si trovava a Bucarest, Dapčević fu arrestato dai servizi segreti romeni ed estradato in Jugoslavia, dove la condanna a morte inflittagli in contumacia fu commutata in 20 anni di lavori forzati (perlopiù grazie al fatto che suo fratello Peko era considerato un eroe di guerra). Liberato nel 1988, fu espulso dalla Jugoslavia.
Dapčević poté fare ritorno già nel settembre del 1990. In questo periodo avvertì il pericolo di guerra civile e disintegrazione della federazione frutto, a suo dire, dei nazionalismi emergenti. Entrò nel nuovo Partito Comunista, ma lo giudicò troppo debole e ambiguo sulla questione del nazionalismo e nel 1992 diresse una scissione che portò alla nascita del Partito del Lavoro.
Durante la guerra civile, Dapčević caldeggiò una rinnovata "fratellanza e unità" fra i popoli jugoslavi e si oppose al regime di Slobodan Milošević. Fu a favore dell'indipendenza del Montenegro. Nel 1997, al primo Congresso del Partito del Lavoro, presentò un programma impostato su posizioni ideologiche di stampo maoista e antirevisionista, criticando quello che considerava il "tradimento delle idee comuniste" sotto Tito.
Dapčević morì il 12 luglio 2001.
| Controllo di autorità | VIAF (EN) 50948218 · ISNI (EN) 0000 0000 3145 6319 · LCCN (EN) n96014757 · GND (DE) 1178695476 · CONOR.SI (SL) 34682211 |